# Astragalus schachbuzensis
Astragalus schachbuzensis är en ärtväxtart som beskrevs av Rza Jakhja Ogly Rzazade. Astragalus schachbuzensis ingår i släktet vedlar, och familjen ärtväxter. Inga underarter finns listade i Catalogue of Life.